# Dolichotrigona
Dolichotrigona es un género de himenópteros ápidos de la tribu Meliponini. Parece constituir un grupo monofilético. Hasta la fecha de descripción de este género se conocía una sola especie, Dolichotrigona longitarsis, colectada por Moure (1950, 1951).

## Especies
- Dolichotrigona longitarsis (Ducke, 1916).
- Dolichotrigona martinezi (Brèthes, 1920)
- Dolichotrigona schulthessi (Friese, 1900)
- Dolichotrigona mendersoni Camargo & Pedro 2005.
- Dolichotrigona clavicornis Camargo & Pedro 2005
- Dolichotrigona rondoni Camargo & Pedro 2005
- Dolichotrigona tavaresi Camargo & Pedro 2005
- Dolichotrigona browni Camargo & Pedro 2005
- Dolichotrigona moratoi Camargo & Pedro 2005
- Dolichotrigona chachapoya Camargo & Pedro 2005